# Leverin
Leverin (ibland Lewerin) är ett svenskt efternamn som burits av flera mellan varandra obesläktade släkter. Den 1 juli 2024 var det 65 personer i Sverige som hette Leverin i efternamn och 39 personer Lewerin.

## Leverin från Levene
Soldatsläkten Leverin från Levene socken i Västergötland härstammar från torparen Nils Benctsson (1714-1781) gift med Brita Abrahamsdotter (1717-1774), av vars barn flera söner blev soldater och antog soldatnamnen Winqvist, Levén och Leverin. Släktens stamfader är korpralen vid Västgöta regemente, Barne kompani Sven Leverin (1755-1828). Han var gift två gånger och fick många barn, där flera döttrar gifte sig med soldater och de två söner som levde till vuxen ålder också gick den militära banan.
Släkten fortlevde via Svens äldsta son, underofficeren vid Skaraborgs regemente, Vadsbo kompani, sergeanten Petter Leverin (1787-1870), vars söner och deras ättlingar i stor utsträckning kom att bli lantbrukare i Levene socken med omnejd.

### Släktträd (urval)
Sven Leverin (1755-1828), korpral. Barn:
- Stina Svensdotter Leverin (1783-1848), gift med soldaten Jean Petter Kling (1789-1847)
- Petter Leverin (1787-1870), sergeant. Barn:
  - Carl Leverin (1811-1886), hemmansägare
  - Bengt Leverin (1813-1903), hemmansägare
  - Sven Leverin (1815-1894), hemmansägare
  - Johan Petter Leverin (1823-1903), häradsdomare och handlande
- Greta Svensdotter Leverin (1792-1878), gift med soldaten Hans Styf (1786-1843)
- Nils Skön (Leverin) (1795-1840), soldat
- Lena Svensdotter Leverin (1814-1898), gift med soldaten Johannes Berg (1809-1875)

## Leverin från Västmanland
Präst- och borgarsläkten Leverin från Västmanland härstammar från en Jonas Leverin (född omkring 1630), vars son Abraham Leverin var frälsefogde på Slagåla Herrgård och befallningsman i Lillhärad socken. Dennes son Jonas Leverin (1706-1777) blev komminister och senare pastor i Tillberga. Från honom härstammar resterande medlemmar av släkten, varav flera har varit präster och borgare.

### Släktträd (urval)
Abraham Leverin, frälsefogde och befallningsman. Barn:
- Jonas Leverin (1706-1777), pastor. Gift med Sara Maria, f. Groth (ca 1715-1766). Barn:
  - Maria Leverin (1737-1799), gift med garvaren Anders Billsten (f. 1735)
  - Sara Leverin (1740-1804), gift med komminister Zacharias Grass (1737-1793)
  - Abraham Leverin (1742-1810), prost och frälsefogde. Gift med Anna Elisabeth Östberg (1759-1782). Barn:
    - Lisa Maria Leverin (f. 1782), gift med bruksinspektor Pehr Morberg (f. 1779)

  - Johan Leverin (1744-1797), gift med Elsa Maria, f. Schultzberg (1757-1799)
    - Sofia Charlotta Leverin (1782-1862), gift med borgmästaren Lars Ludvig Weser (1779-1831)
    - Elisabeth Ulrika Leverin (1788-1848), gift med assessorn och med. dr Christian Gottlieben Ziegert (1781-1851)
    - Johan Daniel Leverin (1790-1852), gift med Johanna Maria, f. Renner (f. 1804). Barn:
      - Axel Leonard Abraham Leverin (f. 1837), styrman och befälhavare. Gift med Anna Lovisa, f. Andersson (f. 1856)

    - Abraham Leverin (1797-1858), lärftshandlare. Gift med Maria Charlotta, f. Edelman (1794-1848). Barn:
      - Carl Abraham Leverin (1824-1908), teckningslärare. Gift med Sofia Margareta, f. Frigell (1829-1912). Barn:
        - Alma Maria Leverin (1852-1931), bokhållare. Gift med stationsinspektor Vilhelm Anders Ehrenpohl (1843-1882) och senare med pastor Carl Valfrid Schedvin (1862-1920)[3]
        - Hulda Amanda Leverin (1855-1916), gift med fotografen och ingenjören August Friedrich Sjöberg (1860-1898)
        - Carl Hjalmar Leverin (1858-1942), fotograf. Gift med Johanna, f. Weber (1864-1946)
        - Axel Leonard Leverin (1859-1905), fotograf. Gift med Alma, f. Andersdotter (1863-1905)
        - Julia Sofia Leverin (1861-1931), gift med grosshandlare Gustaf Hjalmar Nilsson (1857-1892)
        - Ellen Elvira Leverin (1866-1946), gift med skeppsredare Oscar Hytten (1857-1942)

      - Johan Fredrik Leverin (1826-1856), sjökapten
      - Maria Theresia Leverin (1834-1908), gift med fotografen Fabian Tobias Schultzberg (1829-1905)

  - Susanna Leverin (1745-1806), gift med rusthållare Pehr Eric Annerstedt (1747-1801)
- Margareta Leverin (1709-1775), gift med gördelmakaren Anders Klöfving

## Leverin från Östergötland
Leverin från Östergötland var en kortlivad släkt härstammande från Jon Månsson och Annika Olofsdotter, vars son var frälseinspektorn vid Löfstad Slott, Olof Jönsson Leverin (1671-1738). Han gifte sig med Britta Kristina Larsdotter Uhr (1679-1764), en sondotter till kyrkoherden i Mogata församling Magnus Folkeri Uhr (1582-1632). Paret fick två döttrar varefter släkten utgick.

### Släktträd
Jon Månsson, gift med Annika Olofsdotter. Barn:
- Olof Jönsson Leverin (1671-1738), frälseinspektor. Gift med Britta Kristina Larsdotter Uhr (1679-1764). Barn:
  - Anna Leverin (1701-1781), gift med Erik Blom (1689-1766), krigskommissarie
  - Hedvig Kristina Leverin (död 1735), gift med Johan Victor Sivertz, stadsfältskär